# Fladderkanal
Fladderkanal ist der Name eines 15,3 km langen künstlichen Gewässers in Niedersachsen, das unterhalb des Zusammenflusses des Vechtaer Moorbachs mit dem Spredaer Bach in westlicher Richtung verläuft und in Osteressen in die Lager Hase mündet. Der Name Fladderkanal verweist auf die „Fladder-Niederung“, einen Naturraum im Norden des Quakenbrücker Beckens. Das niederdeutsche Wort „Fladder“ (oder auch „Fledder“) bezeichnet sumpfiges Grasland.

## Verlauf
Westlich von Vechta fließen der Vechtaer Moorbach und der Spredaer Bach zusammen. Heute verläuft der Fladderkanal fast geradlinig in westlicher Richtung durch das Gebiet der Gemeinde Bakum im Landkreis Vechta und hindert dabei das Oberflächenwasser daran, die früheren Unterläufe der südlich von ihm gelegenen Bäche mit Wasser zu speisen. Nördlich des Fladderkanals wurde der Bruchbach in westliche Richtung umgeleitet, so dass er nicht mehr südöstlich von Hausstette in den Carumer Bach fließt, sondern nördlich des unmittelbar nördlich des Fladderkanals (zwischen km 4,9 und 5,5) gelegenen Polders Lüsche in die Steinbäke. Diese speist südwestlich des Polders (bei km 4,4) den Fladderkanal. Bei Niedrigwasser fließt das Wasser des heute ungesteuerten Polders über eine Sohlgleite in den Kanal. Nach einer leichten Wendung in Richtung Westsüdwesten nimmt der Fladderkanal von rechts erst den Bentbach (bei km 2,8) und dann den Weißevehnbach (bei km 1,0) auf. Kurz hinter der Einmündung des Bentbachs passiert der Kanal die Kreisgrenze zum Landkreis Cloppenburg und erreicht das Gebiet der Gemeinde Essen (Oldenburg).

## Beschaffenheit

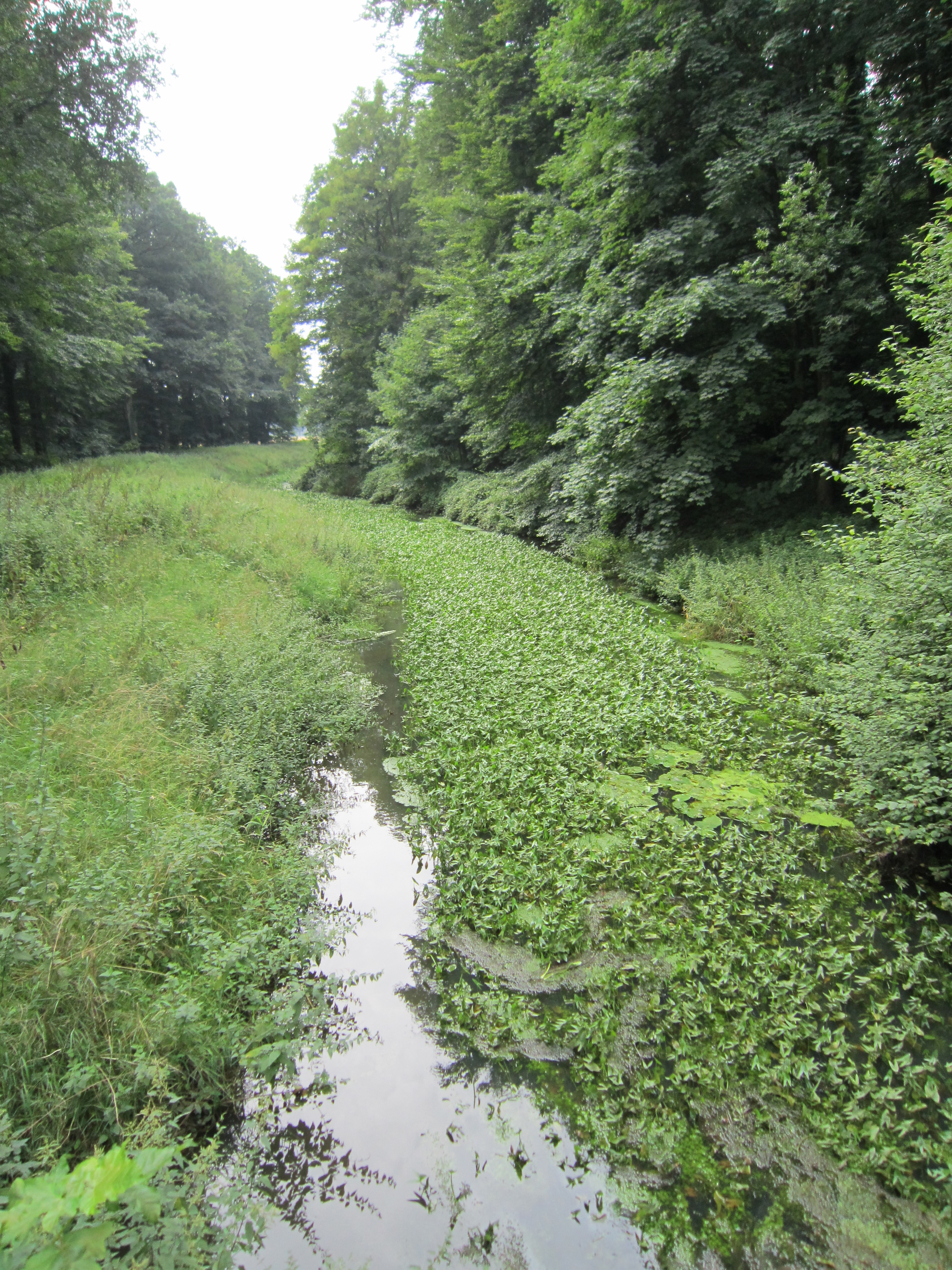
Fladderkanal im Darener Wald
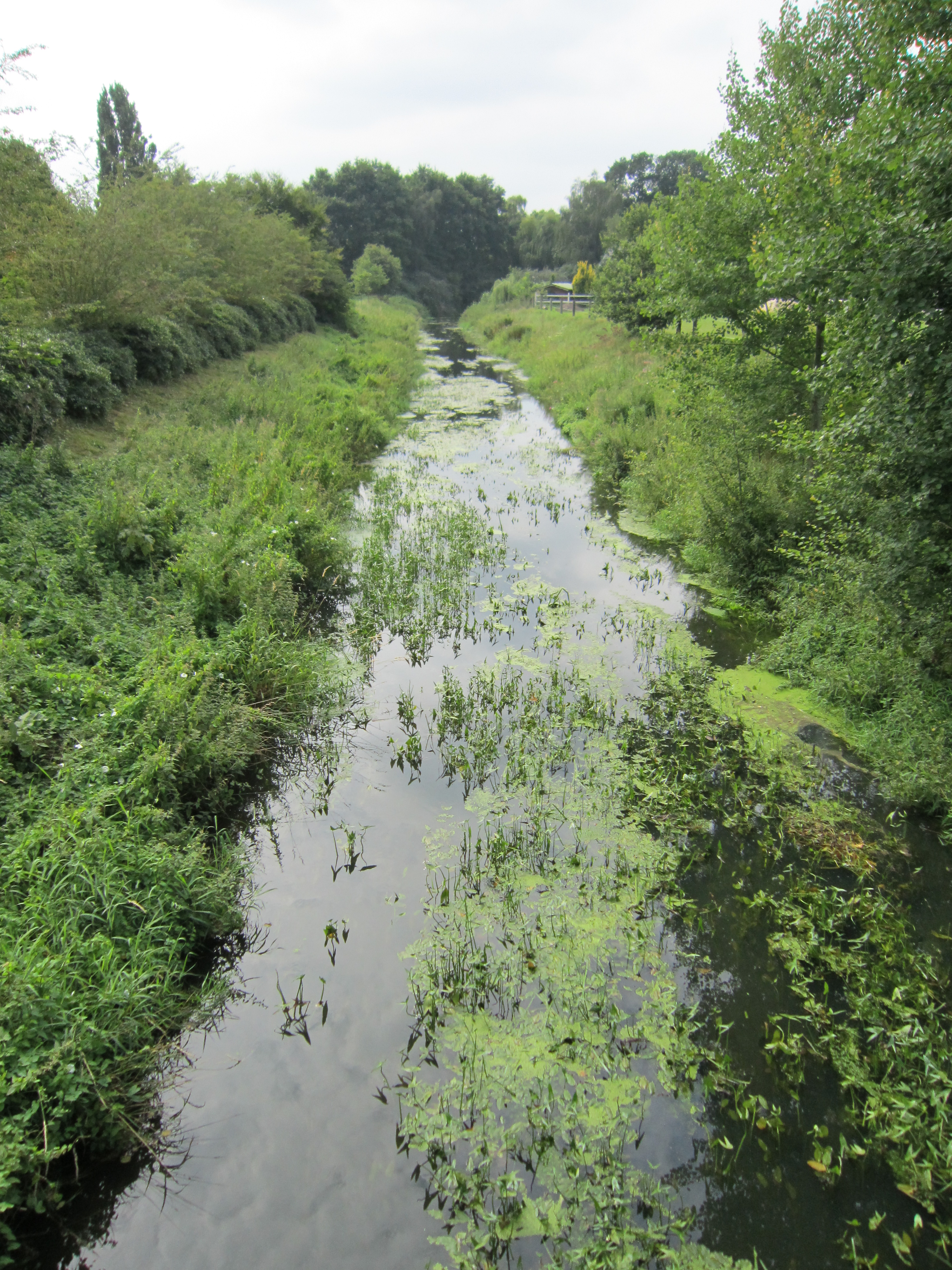
Fladderkanal bei Rhaden
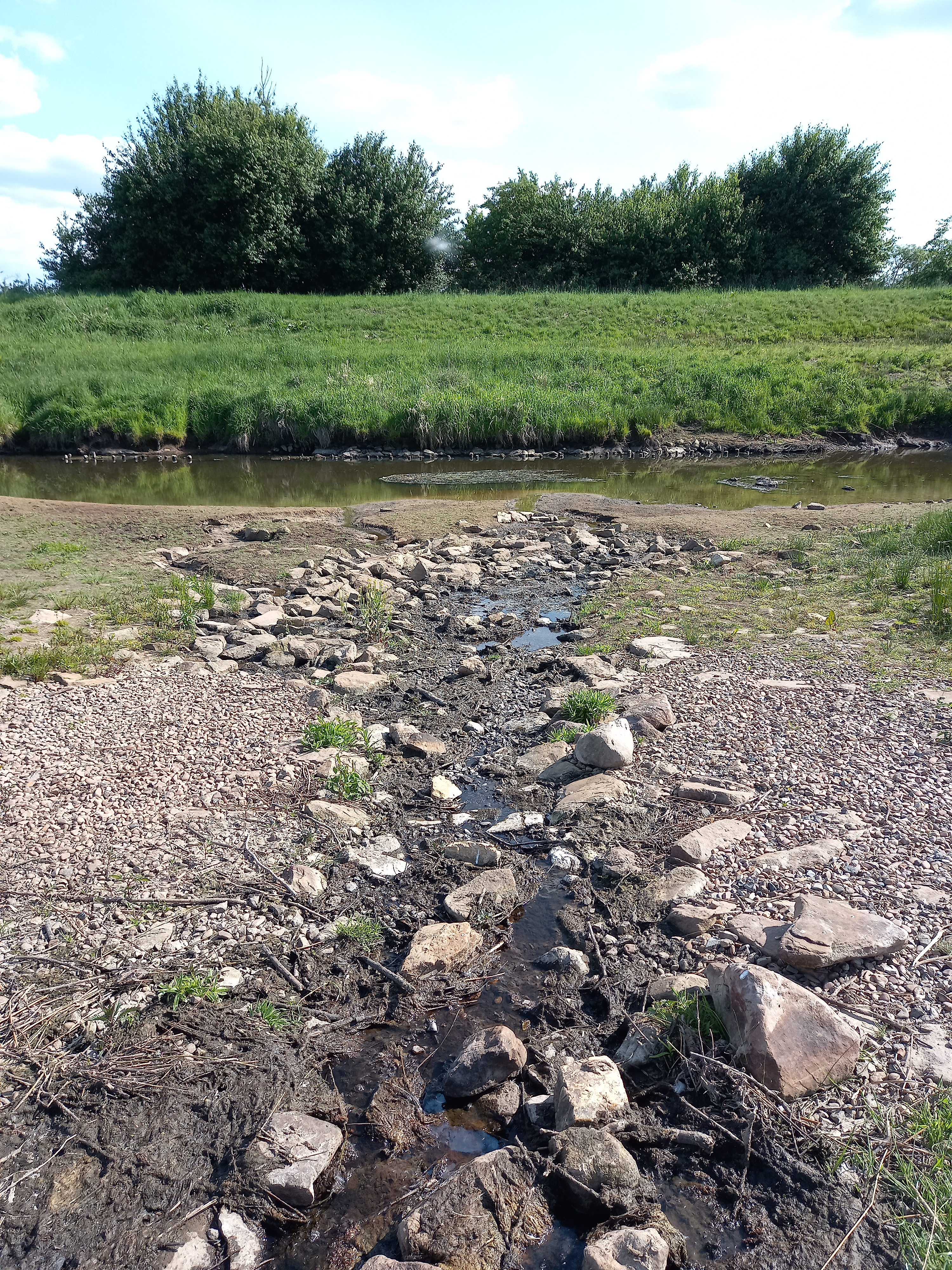
Sohlgleite aus dem Polder Lüsche
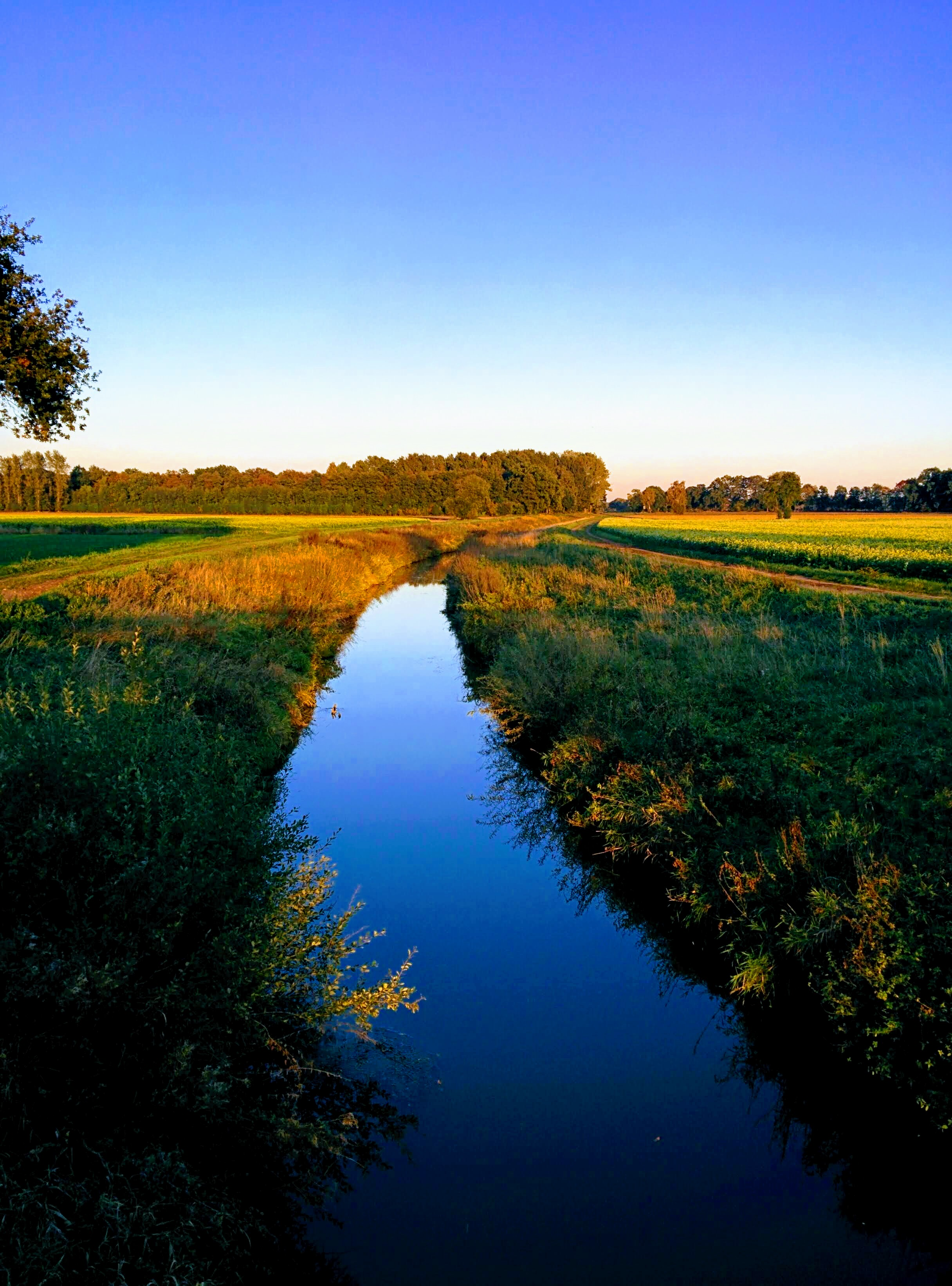
Fladderkanal bei Gut Lage

Im Jahr 2000 stellte der Niedersächsische Landesbetrieb für Wasserwirtschaft und Küstenschutz (NLWK) fest: Der Fladderkanal ist, da er künstlich angelegt wurde, durchgehend begradigt. Die Ufer wurden zu einem Regelprofil ausgebaut, das nun teilweise verfallen ist. Ein gewässertypischer Gehölzsaum fehlt sogar da, wo der Bach durch Wald führt. Durch eine starke Eintiefung ist das Gewässer von seiner Aue, auf der überwiegend Ackerbau betrieben wird, abgeschnitten. Unterhalb der Autobahn bis zum Polder Lüsche ist der Fladderkanal eingedeicht. Hier führt auch eine zunehmende Verschlammung der Sohle zu einer weiteren Verschlechterung der Strukturgüte. Die biologische Durchgängigkeit im Unterlauf des Fladderkanals ist mehrfach unterbrochen.

## Geschichte
Bis in die 1920er Jahre bewegte sich das aus dem Vechtaer Moorbach und dem Spredaer Bach stammende Wasser, um den heutigen Fladderkanal mäandrierend, auf die Aue zu, die das Wasser aufnahm und, ebenfalls stark mäandrierend, ab km 12,0 etwas südlich des heutigen Fladderkanals der Lager Hase entgegenfloss, auf die sie oberhalb des namensgebenden Guts Lage traf. Heute ist knapp südlich des Fladderkanals bei Südholte der ehemalige Oberlauf der Aue abgeklemmt. Auch der Carumer Bach hat (bei km 8,7) auf diese Weise seinen Oberlauf verloren.